# NGC 1031
NGC 1031 is een balkspiraalstelsel in het sterrenbeeld Slingeruurwerk. Het hemelobject werd op 11 september 1836 ontdekt door de Britse astronoom John Herschel.

## Synoniemen
- PGC 9907
- ESO 154-5
- AM 0235-550